# Angola na Svjetskom prvenstvu u atletici 2015.
Angola se kao članica IAAF-a, natjecala na Svjetskom prvenstvu u atletici 2015. u Pekingu, od 22. do 30. kolovoza 2015., s jednim predstavnikom - Adrianom Alves, trkačicom na 100 metara.

## Rezultati

### Žene

#### Trkačke discipline
| Atletičar     | Disciplina | Kvalifikacije | Kvalifikacije | Vrijeme | Vrijeme | Poluzavršnica | Poluzavršnica | Završnica | Završnica |
| Atletičar     | Disciplina | Vrijeme       | Plasman       | Vrijeme | Plasman | Vrijeme       | Plasman       | Vrijeme   | Plasman   |
| ------------- | ---------- | ------------- | ------------- | ------- | ------- | ------------- | ------------- | --------- | --------- |
| Adriana Alves | 100 metara | 12,19         | 46.           | DNA     | DNA     | DNA           | DNA           | DNA       | DNA       |

- DNA - nije se kvalificirala